# (18877) Stevendodds
(18877) Stevendodds est un astéroïde de la ceinture principale.

## Description
(18877) Stevendodds est un astéroïde de la ceinture principale. Il fut découvert le 4 décembre 1999 à Fountain Hills (Arizona) par Charles W. Juels. Il présente une orbite caractérisée par un demi-grand axe de 2,56 UA, une excentricité de 0,25 et une inclinaison de 8,0° par rapport à l'écliptique.

## Compléments